# 斯里·阿迪寧希
斯里·阿迪宁希（1960年12月11日—2023年6月17日，印度尼西亚加查马达大学经济学教授及政治人物，曾在2015年1月19日至2019年10月20日任总统顾问委员会主席，2001年加入人民协商会议临时专家团队，其后又被任命为宪法委员会大臣。

## 早年生活
斯里出生于梭罗，在家中五个孩子中排行最大，祖父在日占荷属东印度时期服役于鄉土防衛義勇軍。
由于父亲在她小学三年级时便离开人世，斯里从小跟随独自经营着一家杂货店的母亲生活。她的童年大部分在梭罗度过，并在当地的梭罗州立第一初级中学完成了初中学业，期间结识了未来的总统佐科·維多多。
读完高中后，斯里向加查马达大学提交了入学申请，并获得了医学院及经济学院的同时接受。在祖父的建议下，斯里最终选择了经济学院，并在1981年正式入学，后又加入了学校的学生议会和行进乐队以及印度尼西亚全国学生运动。
斯里于1985年12月以优等成绩从加查马达大学毕业，之后她又前往伊利诺伊大学继续深造，并分别在1987年及1996年取得硕士学位和博士学位。

## 职业
博士毕业后，斯里进入加查马达大学教授本科课程，同时又加入了学校的妇女研究中心以及多校联合成立的经济学研究中心和经济发展研究中心。1996年到2000年间，斯里担任了经济学本科课程的组长。自2001年起，斯里又相继担任了多个研究中心的带头人。2013年8月19日，斯里被加查马达大学评为经济学正教授。除此以外，她还加入过美国经济协会（American Economic Association）以及印度尼西亚科学学会（Indonesian Academy of Sciences）。
斯里在政府里从事过多年经济方面的工作，担任过的职务包括1998年国家政策大纲材料准备专家组成员、印度尼西亚銀行重建組織的顾问及研究员和人民协商会议的临时专家团队（2001年）成员等。2002年，斯里被选入了一个负责对自1999年以来的四次宪法修订进行评估。
1997年，在亞洲金融風暴、蘇哈托下台后的一系列经济改革等背景下，斯里经常对国内外的相关出版物作出评论，曾批评優素福·哈比比当局在处理巴厘银行时“将自身政治利益放在了国家利益之上”。2002年，印尼出现严重失业危机，斯里认为政府应“制定对新的投资较为友好的政策”。2011年，人民协商会议会议长陶菲克·基馬斯（Taufiq Kiemas）将斯里推荐给了苏西洛·班邦·尤多约诺政府，表示可以给斯里安排一份部长职务。
斯里也和许多私营企业具有联系，包括曾于1997年任Exim Securities顾问及首席经济学家、2002年至2003年任印尼金融银行审计署署长以及2002年至2005年任Indosat委员会委员。

### 佐科·維多多执政时期
2014年，在佐科·維多多上任总统数月后，阿迪宁希被提名为财政部部长，但由于在管理政府财政事务方面缺乏经验，斯里最终未能当选，而是在2015年1月19日被安排到了总统顾问委员会工作。由于在維多多竞选总统期间曾辅佐过印度尼西亚斗争民主党（维多多所在党派）主席梅加瓦蒂·苏加诺普特丽处理经济事务，阿迪宁希于1月27日被推选为委员会主席，直到2019年10月20日正式退出委员会，其后她的职位由维兰多接替，后者于12月13日就任。

## 个人生活
斯里是一名新教徒。她于1985年嫁给了加查马达大学医师Kunta Setiaji，两人育有一个独生子，曾担任过总统顾问委员会专家多家海外企业的咨询师。
2023年6月17日夜，阿迪宁希于日惹的Sardjito医院去世，财政部长丝莉·穆莉亚妮、公共工作部部长布迪·卡里亚·苏马迪、前副总统布迪约诺、前人民协商会议会议长希达多·达努苏卜罗托及加查马达大学经济及商业学院院长Didi Achjari等均对此表示了哀悼。6月18日，阿迪宁希的遗体被葬在了班图尔镇的纪念公园。